# Peter Zankl
Peter Zankl (* 24. Mai 1961 in Straubing) ist ein ehemaliger deutscher Eishockeytorwart.

## Karriere
Zankl begann als Zehnjähriger mit dem Eishockeyspiel in seiner Heimatstadt Straubing. Nachdem er zunächst als Feldspieler aktiv gewesen war, spielte er in der Schülermannschaft des TSV Straubing erstmals auf der Torhüterposition. Als Jugendlicher wurde er mehrmals in die deutschen Nachwuchsnationalmannschaften berufen, 1981 nahm er mit der Juniorennationalmannschaft an der U20-Weltmeisterschaft teil.
1979 stand der Torhüter erstmals im Aufgebot der Zweitligamannschaft des TSV Straubing. Zur Saison 1981/82 wechselte Zankl zum VfL Bad Nauheim in die Bundesliga. Nachdem Bad Nauheim nach der Saison zahlungsunfähig geworden war und den Spielbetrieb eingestellt hatte, nahm Zankl ein Angebot des Kölner EC an. Noch während seiner Zeit in Bad Nauheim gehörte er erstmals dem Kader der deutschen Nationalmannschaft an. Er spielte von 1982 bis 1985 in Köln, war aber meist nur zweiter Torhüter hinter Sigmund Suttner und später Helmut de Raaf. Mit den Haien wurde Zankl in der Saison 1983/84 deutscher Meister. Von 1985 an stand der Bayer bei Eintracht Frankfurt zwischen den Pfosten. In seiner ersten Saison 1985/86 gelang ihm mit der Eintracht der Aufstieg in die Bundesliga, in der er bis 1990 das Tor der Frankfurter hütete. Von 1990 bis 1994 stand Zankl beim EC Hedos München unter Vertrag. Für die Münchner stand er vier Jahre in der Bundesliga auf dem Eis, in seiner letzten Saison 1993/94 konnte der Torhüter mit Hedos seine zweite deutsche Meisterschaft feiern.
Nach dem Meistertitel kehrte Zankl zu seinem Heimatverein EHC Straubing in die drittklassige 1. Liga Süd zurück. Nachdem er zunächst nur selten gespielt hatte, war er von 1995 an wieder Stammtorhüter. Für den EHC stellte er durch seine Erfahrung einen sicheren Rückhalt dar. Nach der Saison 1997/98 beendete Zankl seine aktive Karriere. Dem EHC Straubing blieb er als Nachwuchstrainer erhalten. Zudem arbeitete er über lange Jahre im Management des EHC.

## Erfolge
- 1984 Deutscher Meister mit dem Kölner EC
- 1994 Deutscher Meister mit dem EC Hedos München